# Palazzo Brandolin Rota
Palazzo Brandolin Rota è un palazzo di Venezia, situato nel sestiere di Dorsoduro e affacciato sul Canal Grande, tra le Gallerie dell'Accademia e Palazzo Contarini Polignac.

## Storia
Palazzo Rota fu costruito nel XVII secolo, di soli due piani. A metà del Settecento la struttura fu portata alle dimensioni odierne. Fu acquisito nella seconda metà del 1800 (primi anni '70) dal nobile e maggiore dell'Imperiale e regio esercito Franz Edler von Hruschka (1819-1888), detto Francesco, viennese, già pioniere dell'apicoltura a Dolo, che vi impiantò l'Hotel Universo, poi caduto in degrado e venduto a inizio anni '80.
Attualmente è di proprietà dalla famiglia Brandolini Rota.
Nel XIX secolo fu adattato per ospitare l'hotel Universo, e per breve tempo divenne la dimora della famosa soprano Toti Dal Monte. In tempi più recenti, il palazzo ha ospitato il Circolo Società dell'Unione, fra gli ultimi club per gentiluomini in Italia.
Attualmente il palazzo è tornato ad essere una casa privata.

## Architettura
Palazzo Brandolin Rota è un edificio di tre piani, con mezzanino tra piano terra e primo piano nobile. La facciata sul canale si presenta semplice, con al centro il portale a tutto sesto sull'acqua. I due piani nobili, di epoca diversa, ma sostanzialmente uguali, hanno ciascuno nove aperture a tutto sesto, con le cinque centrali unite a formare una pentafora; va segnalata la presenza di balaustre che interessano tutte le aperture del primo piano nobile e del secondo solo la pentafora, in corrispondenza della quale il palazzo presenta una parte di facciata sopraelevata e timpanata, con due monofore quadrate.